# Иванова-Окулич, Александра Осиповна
Александра Осиповна Иванова-Окулич (род. в 1852 году в Санкт-Петербурге, Российская империя — ?) — российская камерная певица, педагог вокального искусства.

## Карьера
Обучалась пению по классу Камилло Эверарди в Петербуржской консерватории в 1868—1873 годах. После карьеры камерной певицы преподавала в консерватории в 1888 и 1889 годах. Эпизолически участвовала в концертах, исполняя сольные партии в «Странствиих Розы» Р. Шумана и кантате «Первая Вальпургиева ночь» Ф. Мендельсона.